# Abronia montecristoi
Abronia montecristoi је гмизавац из реда Squamata. 

## Угроженост
Ова врста је крајње угрожена и у великој опасности од изумирања.

## Распрострањење
Ареал врсте је ограничен на једну државу. 
Салвадор је једино познато природно станиште врсте.